# 维瓦赖
维瓦赖（法語：Vivarais，法語發音：[vivaʁɛ]）是法国东南部的一个历史地区，大致对应今天的阿尔代什省，首府维维耶。